# Megastomatohyla
Megastomatohyla es un género de anfibios de la familia Hylidae. Las cuatro especies de este género, endémicas de los bosques húmedos de Veracruz y Oaxaca, en México, pertenecían al género Hyla hasta la reestructuración.

## Especies
Se reconocen las siguientes según ASW:
| Nombre binomial              | Autor            |
| ---------------------------- | ---------------- |
| Megastomatohyla mixe         | (Duellman, 1965) |
| Megastomatohyla mixomaculata | (Taylor, 1950)   |
| Megastomatohyla nubicola     | (Duellman, 1964) |
| Megastomatohyla pellita      | (Duellman, 1968) |